# Chirac-Bellevue
 Chirac-Bellevue  là một xã thuộc tỉnh Corrèze trong vùng Nouvelle-Aquitaine miền trung Pháp.